# Battista Geraldino d'Amelia
Battista Geraldino d'Amelia (Amelia, 1434 o 1435 – dopo il 1486) è stato un politico, cavaliere e diplomatico italiano.

## Biografia
Venne istruito dal fratello Angelo a Perugia e si laureò in diritto ed è avvicinato sempre dal fratello, legato alla corte di Napoli, Milano e Roma, alla carriera politica. Dopo aver fatto il podestà delle città di Montefalco, Orvieto, Ascoli Piceno, Fermo, Lanciano e Rieti venne ordinato cavaliere da papa Callisto III.
Poco dopo, dopo una breve reggenza per la Corona d'Aragona, venne chiamato a Milano dove tra il 1464 e il 1468 divenne podestà della Città. Scelto poi come podestà di Firenze, venne però inviato in Corsica, all'epoca dominio milanese, come governatore per gli Sforza. Il suo governo fu, tuttavia, ricordato come tirannide tanto da venire brevemente arrestato e liberato solo in cambio di un risarcimento.
Caduto in disgrazia, mantenne alcuni uffici minori nella sua città e solo dopo il 1470 torna in uffici come il podestato di Siena, Firenze e Ancona fino all'elezione come capitano del Popolo a Perugia.
Morì dopo il 1486 con numerosi figli legittimi e due illegittimi ma fatti legittimare dal fratello.